# Michel Robin
Michel Robin (Reims, 13 november 1930 – 18 november 2020) was een Franse acteur. Hij was een vertrouwde verschijning in de Franse film, vooral gekend voor zijn bijrollen, net zoals zijn generatiegenoten Jean Bouise, Julien Guiomar, Michel Constantin en Charles Gérard.
Robin verscheen in zestig langspeelfilms. Hij bouwde eveneens een heel drukke televisie- en vooral toneelcarrière uit.

## Leven en werk

### Eerste stappen
Robin bracht een rustige en onbekommerde kindertijd en jeugd door in zijn geboortestad Reims. Hij weigerde in de voetsporen te treden van zijn vader die tandart was. Hij ging rechten studeren in Bordeaux waar hij toneel begon te spelen bij een amateurgezelschap. In 1956 trok hij naar Parijs om toneellessen te volgen aan de Academie Charles Dullin en aan het Théâtre national populaire van Jean Vilar. Een half jaar later werd hij aangetrokken door de creatieve toneel-duizendpoot Roger Planchon die net de leiding over het Théâtre de la Cité in Villeurbanne had gekregen. In 1958 ging zijn toneelcarrière definitief van start.

### Film

#### Debuut
In de filmwereld maakte Robin zijn debuut pas in 1966 in de satirische komedie Qui êtes-vous, Polly Maggoo? waarin hij slechts een bescheiden bijrolletje speelde.

#### Vruchtbare en actieve jaren zeventig
Tijdens dit decennium maakte hij de kleine helft van zijn zestig langspeelfilms. Hij werd bij een breder publiek bekend dankzij twee door Franstalige Zwitserse cineasten gedraaide tragikomedies : L'Invitation (1973) en Les Petites Fugues (1979) waarin hij uitzonderlijk twee keer de hoofdrol speelde. In het op het Filmfestival van Cannes met de Juryprijs bekroonde L'Invitation gaf hij gestalte aan een bescheiden en onhandige kantoorbediende die zijn gunstig gelegen geboortehuisje tegen een fortuin kan verkopen wat hem in staat stelt een imposant herenhuis te kopen. In Les Petites Fugues vertolkte hij een oude boerenknecht die zijn eerste pensioenuitkering besteedt aan de aankoop van een bromfiets en zo via prettige tochtjes ontdekt dat er meer is in het leven dan werken op de boerderij.

#### Samenwerkingen
Robin werd meer dan eens gevraagd door gereputeerde cineasten als Claude Goretta, Francis Veber, Costa-Gavras, Claude Chabrol en Jean-Pierre Jeunet. 

#### Verschijning in kaskrakers
Robin was in een aantal absolute kaskrakers te zien in opmerkelijke bijrollen zoals de schoenmaker in Le Mur de l'Atlantique (1970), de pastoor in Les Aventures de Rabbi Jacob (1973), de président-directeur général in La Chèvre (1981), de oud-medeplichtige van een crimineel in Le Marginal (1983), de vader van de kruidenier in Le Fabuleux Destin d'Amélie Poulain (2001) en de oude man die het slagveld bezoekt in Un long dimanche de fiançailles (2004).

#### Typecasting
Opvallend was dat Robin heel dikwijls werd ge(type)cast als een oude(re) man, ook toen hij nog een jonge acteur was. Voorbeelden waren de clochard in Le Point de mire (1977), de oudere boerenknecht in Les Petites Fugues en de oudere blinde acteur in Une pierre dans la bouche (1983). Met de eenvoud die hij uitstraalde, zijn zachte stem, zijn schijnbare bedeesdheid en zijn ietwat voorovergebogen hoofd was hij geschikt voor het belichamen van bescheiden, minzame en ietwat teruggetrokken personages zoals de houthakker en vader van Klein Duimpje in Le Petit Poucet (1972), de kantoorbediende in L'Invitation (1973), de ploegbaas in Pas si méchant que ça (1974), de ongelukkige toerist die zijn groepsreis de mist ziet ingaan in Restons groupés (1997) en een kostganger van het woon- en zorgcentrum in Adieu Berthe (2012). 
Dit belette hem niet voldoende kleur te geven aan een markies, een koninklijke bibliothecaris, een dokter, een PDG,  een procureur of een boekhandelaar die aanhanger is van Pétain. 

### Toneel
Tussen 1958 en 2015 was Robin te zien in meer dan honderd toneelstukken.
Hij speelde een kleine tien jaar onder regie van Roger Planchon bij het Théâtre de la Cité de Villeurbanne (1958-1967). Daarna acteerde hij verscheidene jaren bij het toneelgezelschap Renaud-Barrault.
Toen hij in 1994 toetrad tot de Comédie-Française (1994-2011) betekende dat de bekroning van zijn carrière. Hij werd er al in 1997  bevorderd tot 'sociétaire' of vaste acteur. Hij beleefde een hoogtepunt in Molière's befaamde stuk Le Bourgeois gentilhomme waarin hij uitzonderlijk de hoofdrol van Monsieur Jourdain voor zijn rekening nam.
Robin vertolkte zowel werk van klassieke auteurs (met een voorkeur voor Shakespeare, Molière en Hugo) als van hedendaagse auteurs (met een voorkeur voor Beckett, Ionesco en Brecht).
Ook de grote Russische dramaturgen zoals Nikolaj Gogol, Maksim Gorki, Anton Tsjechov, Aleksandr Ostrovski en Michail Boelgakov liepen als een rode draad door zijn theaterwerk.

### Televisie
Bijna zestig jaar lang werkte Robin ook voor het kleine scherm, waar hij een veelgevraagd acteur was voor bijrollen, zowel in series als in films. Hij vertolkte onder meer uitvinder Doc in alle (96) episodes van Fraggle Rock (1983-1987), de Franse versie van De Freggels en hij had zeven seizoenen lang een rol in de zeventien seizoenen lopende misdaadserie Boulevard du Palais (1999-2006). 
Robin overleed aan het einde van 2020 aan de gevolgen van COVID-19. Hij was net 90 jaar geworden.

## Filmografie (ruime selectie)
- 1966 - Qui êtes-vous, Polly Maggoo? (William Klein)
- 1967 - L'Une et l'Autre (René Allio)
- 1968 - L'Astragale (Guy Casaril)
- 1970 - L'Aveu (Costa-Gavras)
- 1970 - Le Mur de l'Atlantique (Marcel Camus)
- 1972 - Le Petit Poucet (Michel Boisrond)
- 1972 - Quelque part quelqu'un (Yannick Bellon)
- 1973 - L'Invitation (Claude Goretta)
- 1973 - L'Affaire Dominici (Claude Bernard-Aubert)
- 1973 - Les Aventures de Rabbi Jacob (Gérard Oury)
- 1974 - Pas si méchant que ça (Claude Goretta)
- 1974 - Verdict (André Cayatte)
- 1974 - Les Guichets du Louvre (Michel Mitrani)
- 1975 - L'important c'est d'aimer (Andrzej Żuławski)
- 1975 - La Traque (Serge Leroy)
- 1975 - Un sac de billes (Jacques Doillon)
- 1976 - Le Jouet (Francis Veber)
- 1977 - Le Point de mire (Jean-Claude Tramont)
- 1978 - L'Hôtel de la plage (Michel Lang)
- 1979 - Un si joli village (Étienne Périer)
- 1979 - Clair de femme (Costa-Gavras)
- 1979 - Les Petites Fugues (Yves Yersin)
- 1980 - La Femme enfant (Raphaële Billetdoux)
- 1980 - Le Cheval d'orgueil (Claude Chabrol)
- 1981 - La Chèvre (Francis Veber)
- 1983 - Le Marginal (Jacques Deray)
- 1983 - La Mort de Mario Ricci (Claude Goretta)
- 1983 - Une pierre dans la bouche (Jean-Louis Leconte)
- 1985 - Harem (Arthur Joffé)
- 1989 - Marquis (Henri Xhonneux)
- 1990 - Stan the Flasher (Serge Gainsbourg)
- 1992 - Les Enfants du naufrageur (Jérôme Foulon)
- 1992 - L'Affût (Yannick Bellon)
- 1992 - La Gamine (Hervé Palud)
- 1997 - Restons groupés (Jean-Paul Salomé)
- 1998 - Vidange (Jean-Pierre Mocky)
- 1999 - Les Enfants du siècle (Diane Kurys)
- 2000 - Merci pour le chocolat (Claude Chabrol)
- 2001 - Le Fabuleux Destin d'Amélie Poulain (Jean-Pierre Jeunet)
- 2004 - Un long dimanche de fiançailles (Jean-Pierre Jeunet)
- 2009 - Eden à l'ouest (Costa-Gavras)
- 2012 - Les Adieux à la reine (Benoît Jacquot)
- 2012 - Adieu Berthe (Bruno Podalydès)
- 2012 - Vous n'avez encore rien vu (Alain Resnais)
- 2015 - L'Odeur de la mandarine (Gilles Legrand)
- 2018 - Dans la brume (Daniel Roby)

## Prijzen en nominaties

### Prijzen
- 1979 - Luipaard voor de beste mannelijke acteur op het Internationaal filmfestival van Locarno voor Les Petites Fugues
- 1990 - Molière voor de beste acteur in een bijrol voor La Traversée de l'hiver

### Nominatie
- 1989 - Molière voor de beste acteur in een bijrol voor L'Imposture

- Bibliothèque nationale de France: cb139752788 (data)
- Gemeinsame Normdatei: 1061876780
- International Standard Name Identifier: 0000 0001 1458 5685
- Library of Congress Control Number: no2011011835
- Nederlandse Thesaurus van Auteursnamen: 242198252
- Réseau des bibliothèques de Suisse occidentale: 02-A012423572
- Istituto Centrale per il Catalogo Unico: RT1V014048
- SNAC: w62814t0
- Système universitaire de documentation: 059752181
- Virtual International Authority File: 164763364
- WorldCat: E39PBJjtdYMPv4RFkTHWvjgHYP